# Пам'ятник на честь воїнів-визволителів (Сватове)
Пам'ятник на честь воїнів-визволителів — пам'ятник на Привокзальній площі в місті Сватовому Луганської області.
У сквері біля залізничного вокзалу поховані 43 воїна 170 гвардійського стрілецького полку 57-ї гвардійської стрілецької дивізії, які загинули при визволенні міста 31 січня 1943 року.
Біля підніжжя пам'ятника встановлена меморіальна дошка з написом «Тут поховані 48 невідомих воїнів 170-го гвардійського стрілецького полку 57-ї гвардійської дивізії, які загинули під час визволення Сватового 30 — 31 січня 1943 року, і воїни, що полягли при бомбардуванні ворожою авіацією у 1941—1943 рр.: майор О, А. Ішимов, капітан Г. О. Лисенко, капітан О. Л. Зайцев, ст.. лейтенант Н. П. Чурбанов, рядовий С. У. Громов.»
У 1955 році сюди перепоховані 5 воїнів різних частин, загиблих при нальотах ворожої авіації на залізничну станцію в 1941 і 1943 рр.. Встановлено пам'ятник-скульптуру воїна. Ця історична споруда нагадує нам про найкривавішу війну, в якій загинули мільйони людей заради життя прийдешніх поколінь.